# Križ (karta)
Križ je ena izmed barv pri igralnih kartah.